# Seelingstädt
Seelingstädt, appelée aussi Seelingstädt bei Weidau est une commune rurale de Thuringe (Allemagne), située dans l'arrondissement de Greiz. Elle est le siège de la Communauté d'administration Ländereck (Verwaltungsgemeinschaft Ländereck).

## Géographie

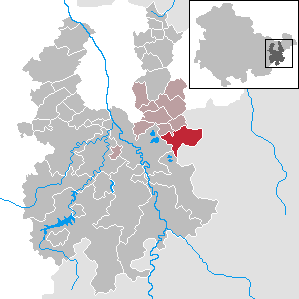
Situation de la commune (en rouge) dans l'arrondissement

Seelingstädt est située à l'est de l'arrondissement, à la limite avec l'arrondissement de Zwickau (Saxe). La commune est le siège de la communauté d'administration Ländereck et se trouve à 22 km au sud-est de Gera, à 21 km au nord-ouest de Zwickau et à 15 km au nord de Greiz, le chef-lieu de l'arrondissement.
La commune est composée des cinq villages suivants : Chursdorf, Friedmannsdorf, Seelingstädt-Bahnhof, Seelingstädt-Dorf et Zwirtzschen.
Communes limitrophes (en commençant par le nord et dans le sens des aiguilles d'une montre) : Braunichswalde, Crimmitschau, Langenbernsdorf, Mohlsdorf-Teichwolframsdorf, Berga/Elster et Gauern.

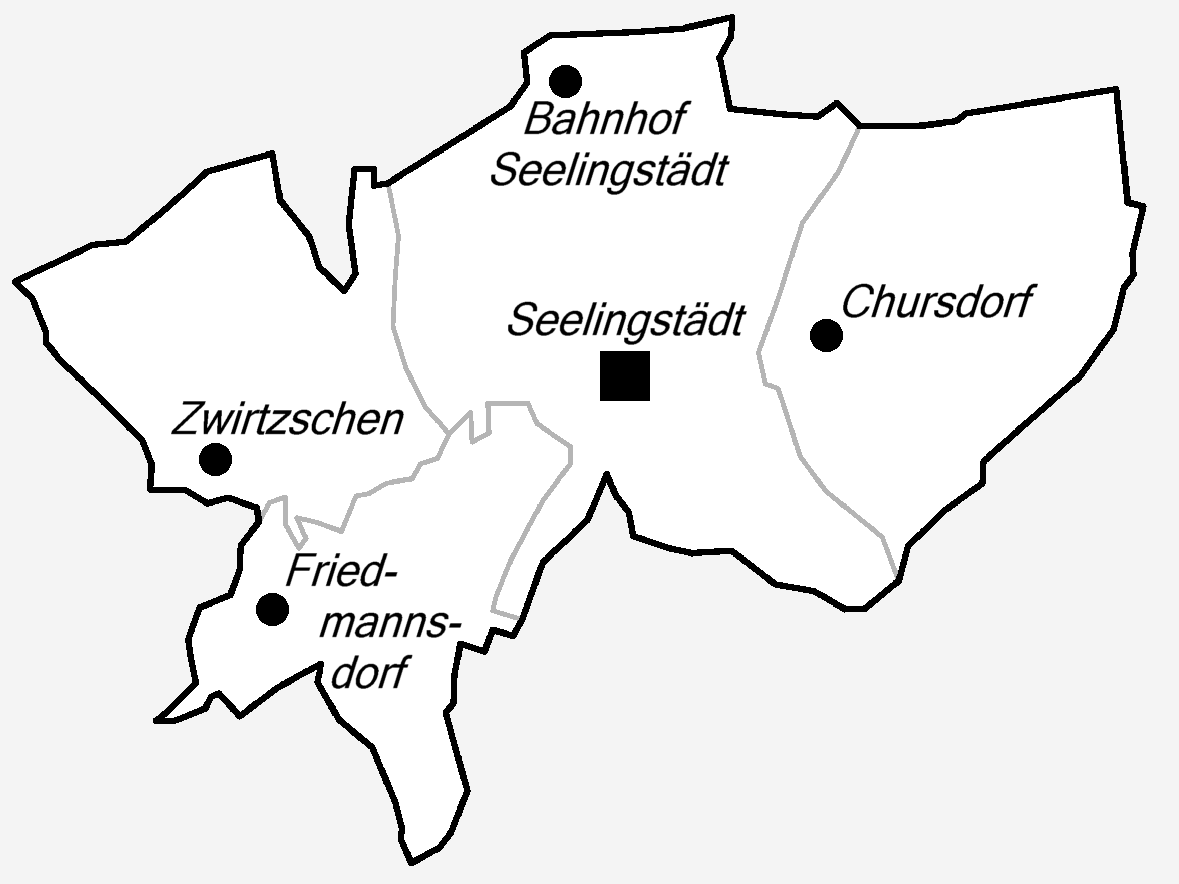
Les différents villages de Seelingstädt.

## Histoire
La première mention du village de Seelingstädt date de 1230 et il a été fondé par des moines installés en 1193 et venus de l'abbaye de Mildenfurth à Wünschendorf-sur-Elster.
En 1547, Seelingstädt, qui est un village libre et non-soumis à un seigneur est incorporé à la Saxe albertine qui deviendra le royaume de Saxe. La première école y voit le jour en 1570.
Les villages de Chursdorf, Seelingstädt et Zwirtzschen ont fait partie du royaume de Saxe (cercle de Zwickau) jusqu'en 1918 et elles ont été intégrées au land de Saxe en 1920 (arrondissement de Zwickau). Après la seconde Guerre mondiale, ils sont intégrés à la zone d'occupation soviétique puis à la République démocratique allemande en 1949 (District de Karl-Marx-Stadt, arrondissement de Zwickau-Land). En 1939, la commune de Chursdorf est incorporée au territoire de Seelingstädt et, en 1973, c'est le tour de la commune de Zwirtzschen.
Friedmannsdorf et Calmitzsch ont fait partie du Grand-duché de Saxe-Weimar-Eisenach (cercle de Neustadt) jusqu'en 1918, puis au land de Thuringe (arrondissement de Greiz). Pendant l'époque de la RDA, il faisait partie du district de Gera (arrondissement de Greiz). En 1968, la commune de Calmitzsch est incorporée au territoire de Friedmannsdorf.
Ce n'est qu'en 1994, lors de la re-création du land de Thuringe que toutes ces communes rejoignent l'arrondissement de Greiz.
En 1949, la découverte de gisements d'uranium par la Wismut SDAG entraîne une exploitation industrielle intensive de cette ressource et la destruction complète du village de Calmitzsch entre 1964 et 1970.
Dans les années 1960, l'école militaire Peter Göring est créée à Seelingstädt. Tous les étudiants aptes au service militaire de RDa y feront des séjours de cinq semaines dans le cadre de la formation des officiers de réserve. Maintenant fermée, elle a été remplacée par une école de formation permanente.
La commune de Friedmannsdorf est incorporée à Seelingstädt en 1997.

## Démographie
Commune de Seelingstädt dans ses dimensions actuelles :
| 1910   | 1933   | 1939   | 1995  | 2000  | 2005  | 2010  |
| ------ | ------ | ------ | ----- | ----- | ----- | ----- |
| 1 697, | 1 881, | 1 764, | 1 610 | 1 602 | 1 517 | 1 365 |

## Communications
La commune est traversée par la route nationale B175 Weida-Werdau-Zwickau. La route régionale L1081 se dirige au nord vers Ronneburg et Gera et la L2337 rejoint au sud les villages de Trünzig et Teichwolframsdorf.
De 1876 à 1999, la commune était desservie par la ligne de chemin de fer Wünschendorf-sur-Elster-Werdau. Le trafic voyageur a été interrompu à cette date.